# 4X2=8
4X2=8 هو الألبوم الثامن للمغني الكوري الجنوبي ساي. صَدَرَ في 10 مايو 2017 بواسطة شركة واي جي إنترتينمنت.